# Expedition: Bismarck
Expedition: Bismarck (no Brasil: A Expedição de James Cameron ao Bismarck) é um documentário estadunidense de 2002, produzido para o Discovery Channel por Andrew Wight e James Cameron. O filme é uma expedição submarina até o couraçado alemão Bismarck e reconstrói digitalmente o momento de seu afundamento.

## Conclusões
No documentário, a análise imagens fornecidas pelos ROVs mostra que os torpedos britânicos não causaram danos suficientes para afundar o navio, sustentando a tese de que os próprios alemães afundaram-no.